# 淡口憲治
淡口 憲治（あわぐち けんじ、1952年4月5日 - ）は、兵庫県西宮市出身の元プロ野球選手（外野手）・コーチ・監督、評論家。

## 経歴

### プロ入り前
出生地は徳島県で、幼少期より西宮市に在住、当時自宅は阪急ブレーブスの本拠地の西宮球場の近くだったが、当人は阪神タイガースファンだった。神戸市立本山第一小学校時代には、作家の中島らもと同級生であった。中学生時代より野球部で活動、当人出場の試合を観に来ていた三田学園高校野球部監督に誘われて同校に進学、三田学園では中堅手として活躍。2年時の1969年、一塁手の山本功児と共に春の選抜へ出場する。磯田雅士らの好投もあって準々決勝に進むが、堀越高の但田裕介に抑えられ惜敗。1970年の選抜にも1年下の遊撃手、羽田耕一とクリーンナップを組んで連続出場するが、前年と同じく準々決勝で、笹本信二のいた鳴門高に敗れる。1年下には羽田以外に、投手の甲斐富士男、捕手の中西清治がいた。

### 巨人時代
1970年のドラフト3位で読売ジャイアンツに入団。ドラフト前にはヤクルト、広島からも指名するという話を受けていたが、このドラフト会議にて指名順12番目のヤクルト、3番目の広島より先に2番目の巨人が指名して交渉権が確定し、当人は阪神ファンで巨人は嫌いな球団だったということで、指名されたことを聞いた時には力が抜けたという。当時の監督川上哲治の期待が大きく、入団1年目より一軍に昇格を果たす。
1974年頃から頭角を現した。
1975年には左翼手、右翼手としてレギュラーに定着、規定打席不足ながらも打率.293の成績を残す。
1976年には日本ハムから張本勲がトレードで移籍入団し左翼手に入る。その結果、同年は柳田俊郎、末次利光との右翼手のレギュラー争いが激化し、65試合に先発出場するものの出場機会は減少。10月12日に優勝のマジック1とした試合の4回裏2アウト満塁で安仁屋宗八の2球目のスライダーを叩いて10号本塁打を放ったが、これは同時に日本プロ野球通算700本目の満塁本塁打であった。同年の阪急ブレーブスとの日本シリーズでは、第6戦に山口高志から3点本塁打を放つ。
1977年は柳田真宏が打撃好調で右翼手に定着、さらに出場機会が減少した。同年の阪急ブレーブスとの日本シリーズでは全5試合に代打として起用されるが無安打に終わる。
1979年オフの長嶋茂雄監督による「地獄の伊東キャンプ」にも参加する。
1980年には張本、柳田がチームを去り、再び右翼手の定位置を獲得。規定打席には届かなかったが打率.294を記録した。
1981年のリーグ優勝にも貢献。同年の日本ハムファイターズとの日本シリーズでは第4戦の7回に、中押しとなる2点適時二塁打を放ちチーム日本一に力を添えた。
1983年には左翼手に回る。同年はプロ入り初の規定打席到達を果たし、打率.302（13位）を記録した。西武ライオンズとの日本シリーズは不振が続いたが、第6戦に代打で1安打を記録している。
1984年以降は駒田徳広や吉村禎章といった若手の台頭もあり、段々と出場機会が減少していった。

### 近鉄時代
1985年オフに、有田修三とのトレードで山岡勝とともに近鉄バファローズへ移籍。元々は有田と定岡正二とを交換することが近鉄・巨人両球団間で合意に達していたが、巨人から通告を受けた定岡は「トレードならユニフォームを脱ぐ」とトレードを拒否して現役を引退した。そこで淡口が対象となった。淡口も、大阪府を本拠地とする近鉄に移籍すれば当時西宮市に住んでいた母親にいつでも顔を見せることができる、とトレードを承諾。
1986年に115試合出場、打率.297の成績を残し、同い年で同じ近鉄移籍1年目の新井宏昌と共に外野のレギュラーを獲得。
1988年の「10.19」にも出場。長打で1死二塁の好機をつくるなどの活躍をした。本人曰くこの当時、家族を東京に置いての単身赴任生活に疲れていたということで、この年限りで引退するつもりでいたが、マネージャーから「もう一年やりましょう。来年は優勝しましょう」と説得されて現役を続行することにしたという。
1989年の日本シリーズで古巣・巨人と対戦し、第2戦で桑田真澄から同点タイムリーを放つ。この日本シリーズを花道に現役を引退。V9を知る選手としては最後の選手となった。

### 引退後
引退後は1990年から2005年まで巨人の打撃コーチ、二軍監督を務めた。巨人コーチ時代は新人時代の松井秀喜、清水隆行などに「ウォーキング打法」を教え、主力打者に育て上げた。二軍監督時代の2002年1月12日、「サタデー・ウェイティング・バー」（エフエム東京）の「家族特集・成人式」に広告代理店勤務の長男と出演し、子供から見た野球選手の父親とはどういう姿なのかというテーマで、対談形式で語った。
2006年から2007年までは巨人時代の同僚・高田繁がゼネラルマネージャーを務めていた日本ハムで一軍打撃コーチを務めた。日本ハムでは、それまで数年に1回3割台を打つ程度であった稲葉篤紀を覚醒させるなど、短中距離打者（特に左打者）の指導に実績を残した。
2008年からは東京ヤクルトスワローズ監督に転身した高田の縁で、ヤクルトの二軍打撃コーチに就任した。
2009年からは一軍打撃コーチに転任。
2010年5月26日にはチームの打撃不振の責任をとって進退伺を球団に出したが、高田前監督と球団の説得で残留した。
2011年から2012年まで二軍打撃コーチを務めた。
2013年からはスポーツ報知評論家。

## 選手としての特徴
打席で構える際に2、3度腰を振る特徴的なフォーム（ヒップダンスと言われた）で、王貞治を上回るスイングスピードから球界最速ともいわれる打球を放ったことから、当時の長嶋茂雄監督は淡口のバッティングを超音速旅客機・コンコルドになぞらえ『コンコルド打法』と命名した。一方肩が弱いのが弱点でもあった。
巨人時代のプロ2年目に「ネンキン」との愛称がついた。同年の春季キャンプにて、監督の川上哲治が淡口を見て「とても十九歳の青年とは思えない。まるで年金を頼りにしている退職者みたいに、ゆうゆうとしている」と評したことに由来する。

## 詳細情報

### 年度別打撃成績
| 年 度      | 球 団      | 試 合 | 打 席 | 打 数 | 得 点 | 安 打 | 二 塁 打 | 三 塁 打 | 本 塁 打 | 塁 打 | 打 点 | 盗 塁 | 盗 塁 死 | 犠 打 | 犠 飛 | 四 球 | 敬 遠 | 死 球 | 三 振 | 併 殺 打 | 打 率 | 出 塁 率 | 長 打 率 | O P S |
| ---------- | ---------- | ----- | ----- | ----- | ----- | ----- | -------- | -------- | -------- | ----- | ----- | ----- | -------- | ----- | ----- | ----- | ----- | ----- | ----- | -------- | ----- | -------- | -------- | ----- |
| 1971       | 巨人       | 3     | 2     | 2     | 0     | 0     | 0        | 0        | 0        | 0     | 0     | 0     | 0        | 0     | 0     | 0     | 0     | 0     | 1     | 0        | .000  | .000     | .000     | .000  |
| 1972       | 巨人       | 18    | 24    | 22    | 4     | 5     | 2        | 0        | 1        | 10    | 3     | 0     | 0        | 0     | 0     | 2     | 0     | 0     | 5     | 0        | .227  | .292     | .455     | .746  |
| 1973       | 巨人       | 24    | 30    | 27    | 0     | 6     | 2        | 1        | 0        | 10    | 2     | 0     | 0        | 1     | 0     | 2     | 0     | 0     | 11    | 0        | .222  | .276     | .370     | .646  |
| 1974       | 巨人       | 63    | 79    | 68    | 8     | 16    | 2        | 1        | 3        | 29    | 8     | 0     | 0        | 0     | 0     | 9     | 1     | 2     | 17    | 1        | .235  | .342     | .426     | .768  |
| 1975       | 巨人       | 114   | 356   | 314   | 35    | 92    | 15       | 1        | 12       | 145   | 42    | 1     | 3        | 4     | 1     | 30    | 3     | 7     | 51    | 6        | .293  | .366     | .462     | .828  |
| 1976       | 巨人       | 108   | 287   | 258   | 44    | 77    | 14       | 1        | 10       | 123   | 39    | 10    | 4        | 1     | 0     | 20    | 0     | 8     | 41    | 2        | .298  | .367     | .477     | .844  |
| 1977       | 巨人       | 90    | 152   | 143   | 12    | 35    | 2        | 0        | 5        | 52    | 21    | 2     | 1        | 1     | 1     | 5     | 0     | 2     | 26    | 3        | .245  | .278     | .364     | .642  |
| 1978       | 巨人       | 80    | 119   | 110   | 17    | 33    | 6        | 0        | 4        | 51    | 9     | 6     | 1        | 2     | 2     | 5     | 1     | 0     | 21    | 0        | .300  | .325     | .464     | .788  |
| 1979       | 巨人       | 102   | 225   | 205   | 27    | 53    | 10       | 0        | 5        | 78    | 20    | 6     | 3        | 2     | 2     | 15    | 2     | 1     | 28    | 0        | .259  | .309     | .380     | .690  |
| 1980       | 巨人       | 114   | 370   | 344   | 48    | 101   | 20       | 2        | 14       | 167   | 47    | 4     | 5        | 3     | 2     | 17    | 0     | 4     | 41    | 6        | .294  | .332     | .485     | .818  |
| 1981       | 巨人       | 116   | 371   | 336   | 50    | 105   | 17       | 3        | 13       | 167   | 35    | 11    | 6        | 2     | 2     | 31    | 6     | 0     | 45    | 2        | .313  | .369     | .497     | .866  |
| 1982       | 巨人       | 120   | 383   | 353   | 38    | 94    | 15       | 5        | 13       | 158   | 46    | 5     | 3        | 0     | 2     | 28    | 8     | 0     | 50    | 3        | .266  | .319     | .448     | .766  |
| 1983       | 巨人       | 119   | 437   | 381   | 61    | 115   | 18       | 4        | 10       | 171   | 50    | 3     | 5        | 5     | 7     | 40    | 2     | 4     | 38    | 6        | .302  | .368     | .449     | .817  |
| 1984       | 巨人       | 103   | 228   | 198   | 31    | 56    | 6        | 1        | 5        | 79    | 31    | 4     | 1        | 3     | 2     | 24    | 4     | 1     | 23    | 2        | .283  | .360     | .399     | .759  |
| 1985       | 巨人       | 69    | 90    | 77    | 7     | 16    | 2        | 0        | 1        | 21    | 8     | 0     | 2        | 1     | 3     | 9     | 2     | 0     | 12    | 4        | .208  | .281     | .273     | .554  |
| 1986       | 近鉄       | 115   | 394   | 360   | 43    | 107   | 24       | 1        | 8        | 157   | 38    | 3     | 3        | 0     | 2     | 32    | 5     | 0     | 46    | 6        | .297  | .353     | .436     | .789  |
| 1987       | 近鉄       | 102   | 316   | 287   | 24    | 69    | 9        | 1        | 6        | 98    | 30    | 0     | 2        | 0     | 2     | 27    | 5     | 0     | 37    | 8        | .240  | .304     | .341     | .645  |
| 1988       | 近鉄       | 90    | 234   | 216   | 22    | 47    | 12       | 0        | 5        | 74    | 18    | 1     | 0        | 2     | 0     | 16    | 3     | 0     | 25    | 4        | .218  | .272     | .343     | .614  |
| 1989       | 近鉄       | 89    | 234   | 214   | 16    | 49    | 10       | 1        | 3        | 70    | 27    | 2     | 1        | 0     | 1     | 19    | 0     | 0     | 26    | 1        | .229  | .291     | .327     | .618  |
| 通算：19年 | 通算：19年 | 1639  | 4331  | 3915  | 487   | 1076  | 186      | 22       | 118      | 1660  | 474   | 58    | 40       | 27    | 29    | 331   | 42    | 29    | 544   | 54       | .275  | .334     | .424     | .758  |

### 記録
初記録
- 初出場・初先発出場：1971年5月25日、対ヤクルトアトムズ9回戦（明治神宮野球場）、2番・右翼手として先発出場
- 初安打：1972年5月25日、対ヤクルトアトムズ8回戦（明治神宮野球場）、6回表に渡辺孝博から
- 初本塁打・初打点：1972年7月19日、対大洋ホエールズ15回戦（後楽園球場）、5回裏に坂井勝二から

節目の記録
- 1000試合出場：1983年6月11日、対ヤクルトスワローズ8回戦（明治神宮野球場）、5番・左翼手として先発出場 ※史上235人目
- 100本塁打：1986年6月10日、対ロッテオリオンズ8回戦（川崎球場）、1回表に荘勝雄から右中間へ3ラン ※史上145人目
- 1000本安打：1988年5月31日、対ロッテオリオンズ7回戦（川崎球場）、9回表に牛島和彦から右前安打 ※史上151人目
- 1500試合出場：1988年6月15日、対阪急ブレーブス10回戦（西京極球場）、5番・一塁手として先発出場 ※史上88人目

その他の記録
- 開幕戦代打本塁打:1975年4月5日、対大洋ホエールズ戦1回戦 ※セ・リーグ2人目[10]

### 背番号
- 35（1971年、1974年 - 1985年）
- 55（1972年 - 1973年）
- 7（1986年 - 1989年）
- 77（1990年 - 2007年）
- 79（2008年 - 2012年）